# 崎碌炮台
崎碌炮台，俗称石炮台，位于广东省汕头市金平区石炮台街道海滨路20号。崎碌炮台是清同治潮州总兵方耀以“邻氛不净”、“潮海严防”为由奏请清政府批准建造，于同治13年（1874年）动工，光绪5年（1879年）竣工，耗资8万余银元。
崎碌炮台占地面积19607平方米，为城堡式环形建筑物，炮台直径116米，台内操场直径85米，外墙高6米，内墙高5.15米，护台河环绕全台,宽23米。墙体以贝灰、沙、糯米粥及红糖调和夯筑，配以花岗岩石料，十分坚固。1952年，公安局安对其内部结构进行爆破，却把汕头市公安局第五分局局长杜鹰扬炸死。（鄞镇凯：《汕头埠旧事》 第193页）崎碌炮台在1989年被列入第三批广东省文物保护单位（3-59）， 2013年3月列入第七批全国重点文物保护单位。